# Pan Sonic
Pan Sonic (oorspronkelijk Panasonic geheten) is het Finse duo Mika Vainio en Ilpo Väisänen in het experimenteel elektronische muziek genre.
De belangrijkste invloeden van Pan Sonic zijn aldus de band afkomstig uit de vroege jaren tachtig van industriële bands als Throbbing Gristle, Einstürzende Neubauten en Suicide tot reggae, hip-hop en dub. Evenals rock-and-roll artiest Hasil Adkins en country music artiest Johnny Cash. Vainio zegt dat de muziek van Pan Sonic een mengeling van deze twee muziekstromingen is, die de harde en pure klanken uit de industriële techno uitstrijkt tot lange doffe soundscapes aanverwant aan de instrumentale reggae en dub muziek.
Een deel van de uitrusting van de band is gemaakt door het zogenaamd derde lid, Jari Lehtinen. Deze en andere zelfgemaakte instrumenten zijn kenmerkend voor het geluid van de band. Daarnaast gebruiken ze samplers en een MPC2000 sequencer. Pan Sonic zijn grote fans van het experimenteren en aan kunst gerelateerde optredens; ze hebben tentoonstellingen en geluidsinstallaties gemaakt voor musea. Tevens heeft het duo muziek gemaakt voor Japanse modeshows.

## Biografie
De band is geformeerd in 1993 als techno band met een derde lid Sami Salo (die later het project verliet). De band was gestationeerd in Barcelona om te ontkomen aan de strenge Finse winters. Inmiddels woont Mika Vainio in Berlijn, Ilpo Väisänen woont echter nog in Barcelona. De eerste plaat werd als 12-inch uitgebracht op het Finse label Sähkö Recordings. De band was oorspronkelijk Panasonic genaamd maar het gelijknamige bedrijf ontdekte dit en dreigde een rechtszaak aan te spannen als zij de naam niet wijzigden. Het conflict werd opgelost en de band nam de letter "a" weg uit de naam en heet sindsdien "Pan Sonic". De vermiste "a" leeft verder in de titel van hun album "A" uit 1999.

## Discografie

### Albums
- Vakio (1995)
- Kulma (1997)
- A (1999)
- Endless (1998) (onder de naam 'Vainio Väisänen Vega' met Alan Vega)
- Aaltopiiri (2001)
- V (2003) (met Merzbow)
- Kesto (2004)
- Resurrection River (2005) (met Alan Vega als Vega/Vainio/Väisänen)
- Nine Suggestions (2005) (met John Duncan as Duncan/Vainio/Väisänen)
- Katodivaihe (2007)

### Ep's / singles
- Panasonic EP (1994)
- Osasto EP (1996)
- Arctic Rangers 2 x7" (1998)
- Medal 12" (1998) (met Alan Vega)
- B (1999)
- Destria (Live) (1999)
- Motorlab #3 (2001) (met Barry Adamson)